# Afrotrichloris hyaloptera
Afrotrichloris hyaloptera là một loài thực vật có hoa trong họ Hòa thảo. Loài này được Clayton mô tả khoa học đầu tiên năm 1967.